# 安德烈斜坡
50°27′36″N 30°30′59″E / 50.46000°N 30.51639°E
安德烈斜坡（羅馬化：Andriivskyi uzviz）是基辅的一条老街，连接上城和古老的波迪尔商业街区。这条街长720米，被称为“基辅的蒙马特”，是该市主要的旅游景点之一。
安德烈斜坡拥有一批历史地标：狮心理查城堡、18世纪巴洛克风格的圣安德烈教堂、米哈伊尔·布尔加科夫博物馆、一条街博物馆等。

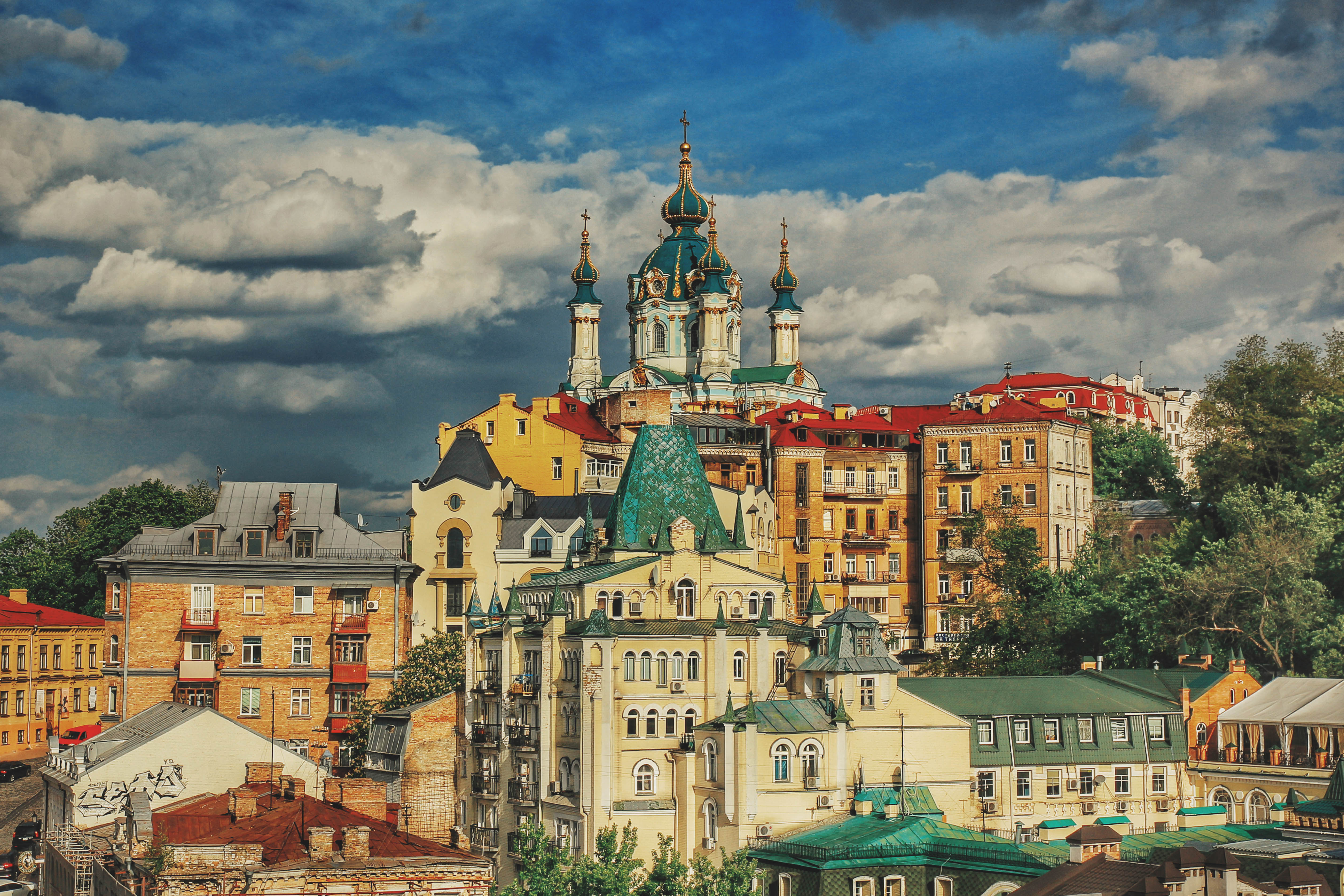
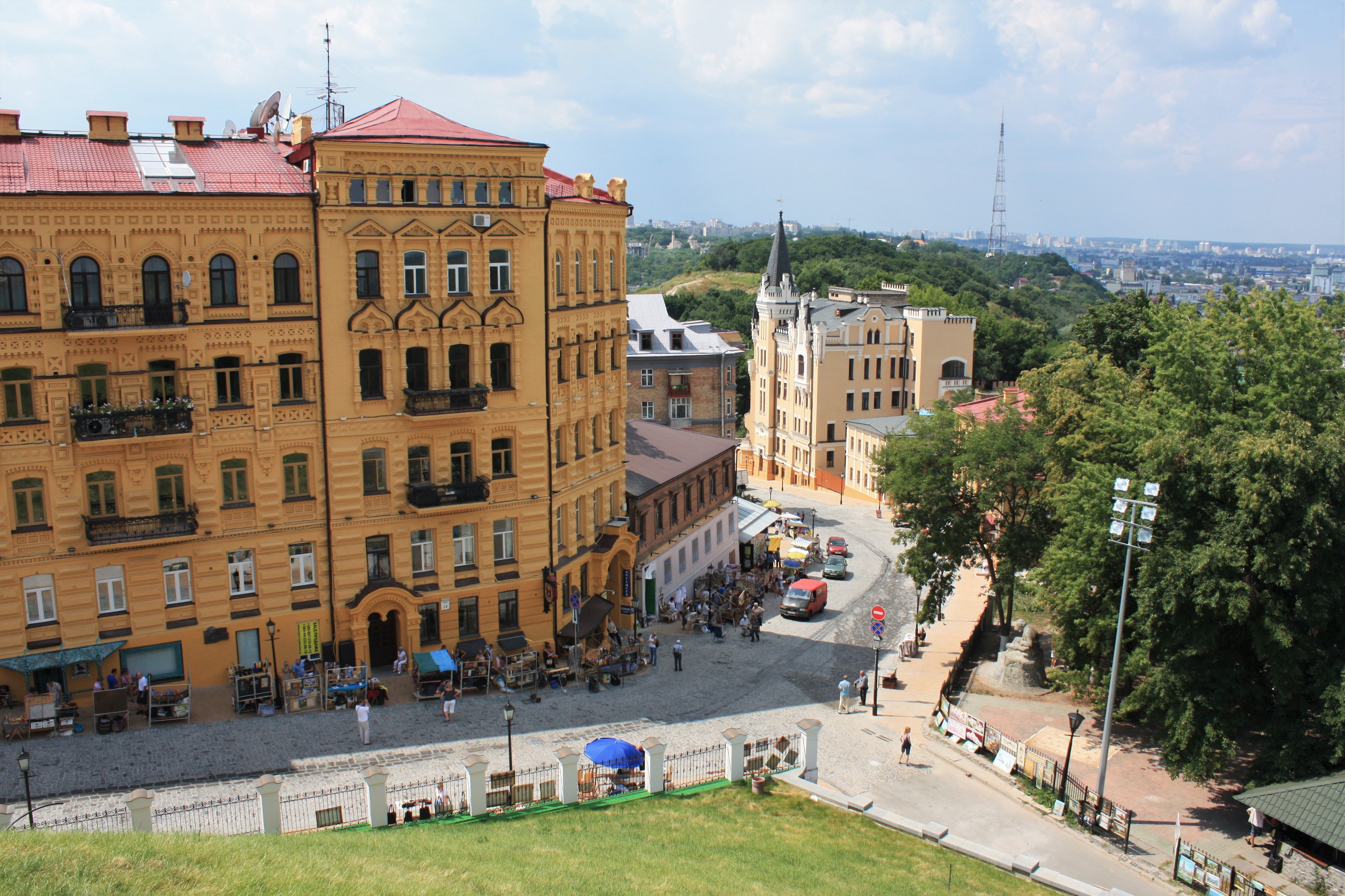
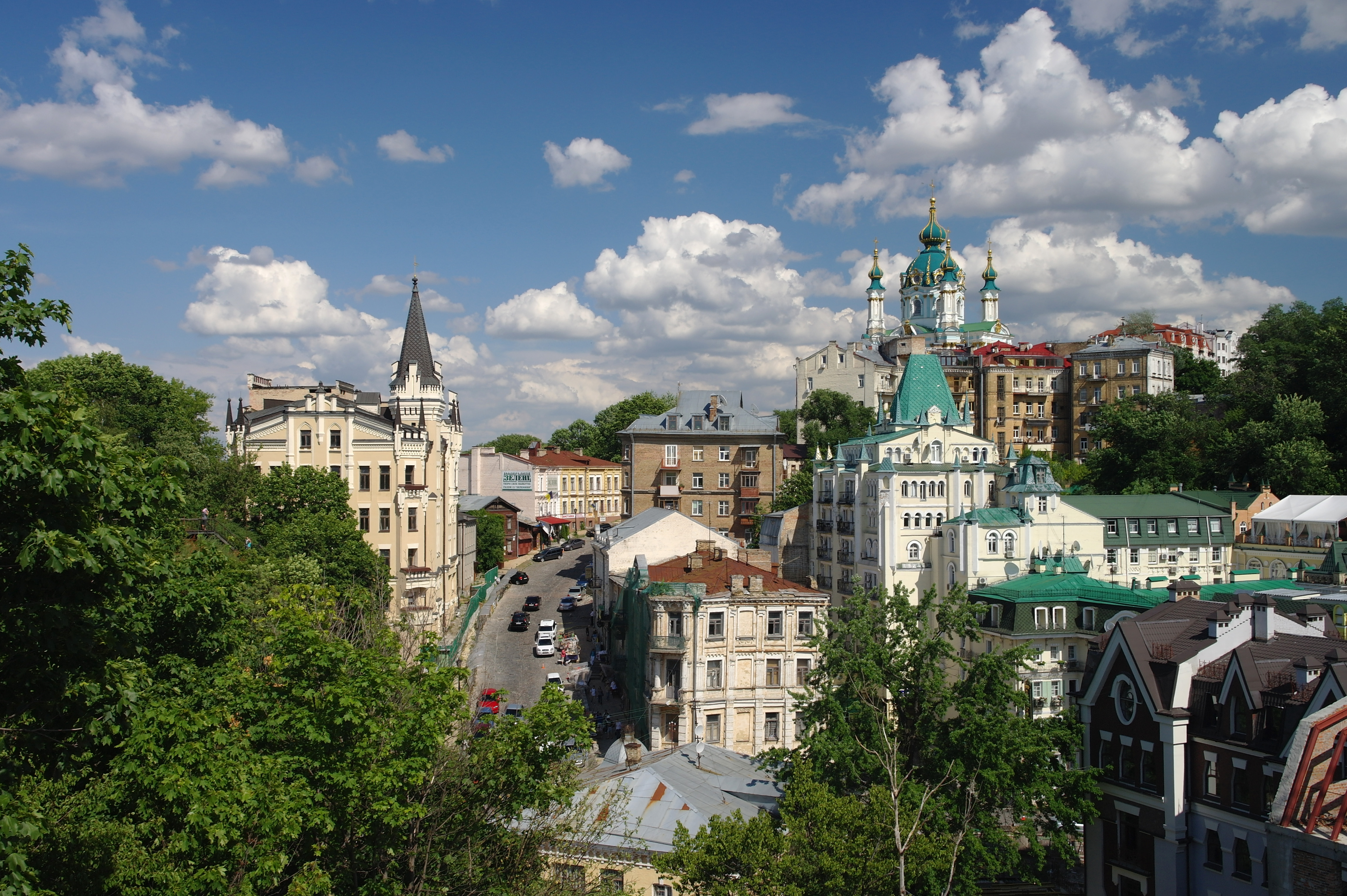